# Handelsrechnung
Die Handelsrechnung (englisch commercial invoice) ist eine Rechnung, die den Handelskauf von Waren oder sonstigen Gütern nachweist.

## Allgemeines
Ausgestellt wird sie durch den Verkäufer, der hierin Angaben über die Bezeichnung der Ware, die Verpackung, Name und Anschrift des Käufers, Gewicht, Menge, Kaufpreis, Lieferungs- und Zahlungsbedingungen, Fracht sowie die statistische Warennummer aus der Kombinierten Nomenklatur macht.
In der Regel werden einer Sendung drei Exemplare der Handelsrechnung beigefügt.
Siehe auch: Harmonisiertes System zur Bezeichnung und Codierung der Waren

## Funktionen
Die Handelsrechnung ist ein Warenbegleitpapier, das im Außenhandel insbesondere bei der Zollabfertigung benötigt wird. Sie dient im internationalen Warenverkehr als Grundlage für die Ausstellung anderer Zollpapiere wie Konsulatsfaktura und Zollfaktura. In manchen Fällen ist es notwendig, die Handelsrechnung auf einem Vordruck vom Konsulat des Importlandes zu verfassen und sie durch das Konsulat bestätigen zu lassen. Man spricht dann von einer Konsulatsfaktura. Die Zollfaktura ist eine vereinfachte Form der Konsulatsfaktura und dient als Bemessungsgrundlage für den Wertzoll.
Die Handelsrechnung ist ein zentrales Dokument bei Akkreditiven und deshalb in Art. 18b ERA 600 erwähnt. Hiernach kann eine Bank „eine Handelsrechnung akzeptieren, die auf einen die Akkreditivsumme übersteigenden Betrag lautet“. Kreditinstitute leisten dann nur Zahlung bis zur Höhe der Akkreditivsumme.